# Poble aïllat

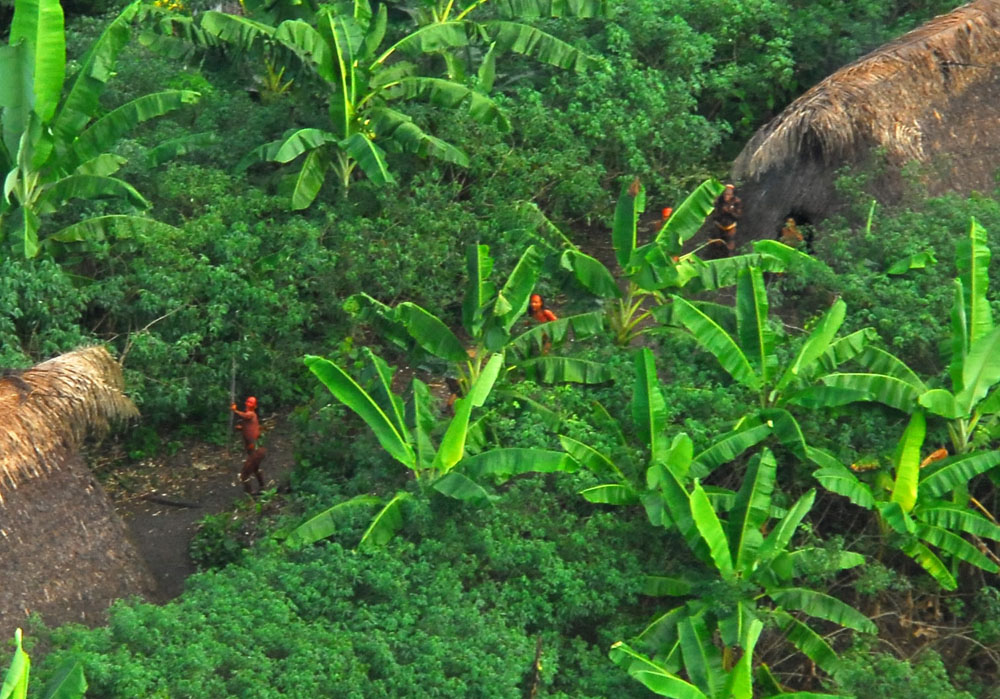
Membres d'un poble indígena aïllat trobat en l'estat brasiler d'Acre en 2009.

Els pobles aïllats, també coneguts com a tribus perdudes, són les comunitats que viuen o han viscut, ja sigui per elecció (els pobles que viuen en aïllament voluntari) o per les circumstàncies, sense contacte significatiu amb la civilització globalitzada. Pocs pobles han romàs totalment sense contacte amb la civilització mundial. Els activistes dels drets indígenes demanen per a aquests grups que els deixin sols, indicant que no s'ha d'interferir en el seu dret a la lliure determinació. La majoria dels pobles aïllats es troben en zones densament boscoses d'Amèrica del Sud, Nova Guinea, Índia, i Àfrica central. El coneixement de l'existència d'aquests grups prové principalment de trobades poc freqüents i de vegades violentes amb les tribus veïnes, i a partir d'imatges aèries. Els pobles aïllats poden no tenir immunitat a les malalties comunes, que poden matar un gran percentatge de la seva població després del contacte.